# 클로드 베르나르

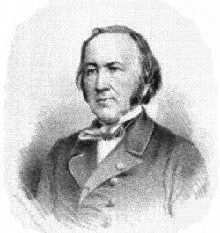
클로드 베르나르

클로드 베르나르(Claude Bernard, 1813년 7월 12일~1878년 2월 10일)은 프랑스의 생리학자이다. 근대 실험 의학의 시조이다.
빌프랑슈쉬르손 근처의 상줄리앙에서 태어났다. 리옹에서 약제사의 도제가 되기도 하고, 극작가가 되려고도 하던 소년기를 거쳐 어떤 사람의 충고에 따라 의학의 길을 택했다. 처음 오테르 디우에서, 이어서 콜레주 드 프랑스에서 프랑수아 마장디의 조수를 지냈다. 비샤의 생기론에 지배되고 있던 프랑스의 생리학계에 실증주의적인 생각을 도입한 것은 마장디였다. 그 밑에서 공부한 베르나르가 실험 사실과 억설을 엄밀히 구분하여 귀납법을 생물학 연구의 근본원칙으로 삼은 것은 당연한 귀결이었다. 1843년에 위액과 그 소화기능에서의 역할에 관한 연구로 학위를 받고, 이어 소화기능에서의 이자액의 기능, 연수의 천자에 의한 인공적 당뇨의 발현, 간장의 당원 생성 등 많은 탁월한 업적을 남겼다.
1852년 소르본 대학 교수, 1855년 콜레주 드 프랑스 교수, 1865년 아카데미 프랑세즈 회원이 되었다.
일반 과학의 이법에 의해 생리 현상을 설명하려는 실험적 방법을 완성시킨 점은 큰 공적이며, 처음으로 '내분비'라는 용어를 썼다. 베르나르가 1865년에 저술한 『실험의학 서설』은 그의 실험의학에 대한 태도를 명확히 제시한 것으로서 불후의 고전이 되어 있다.

## 같이 보기
- 생리학
- 의학